# Лексингтон Грин

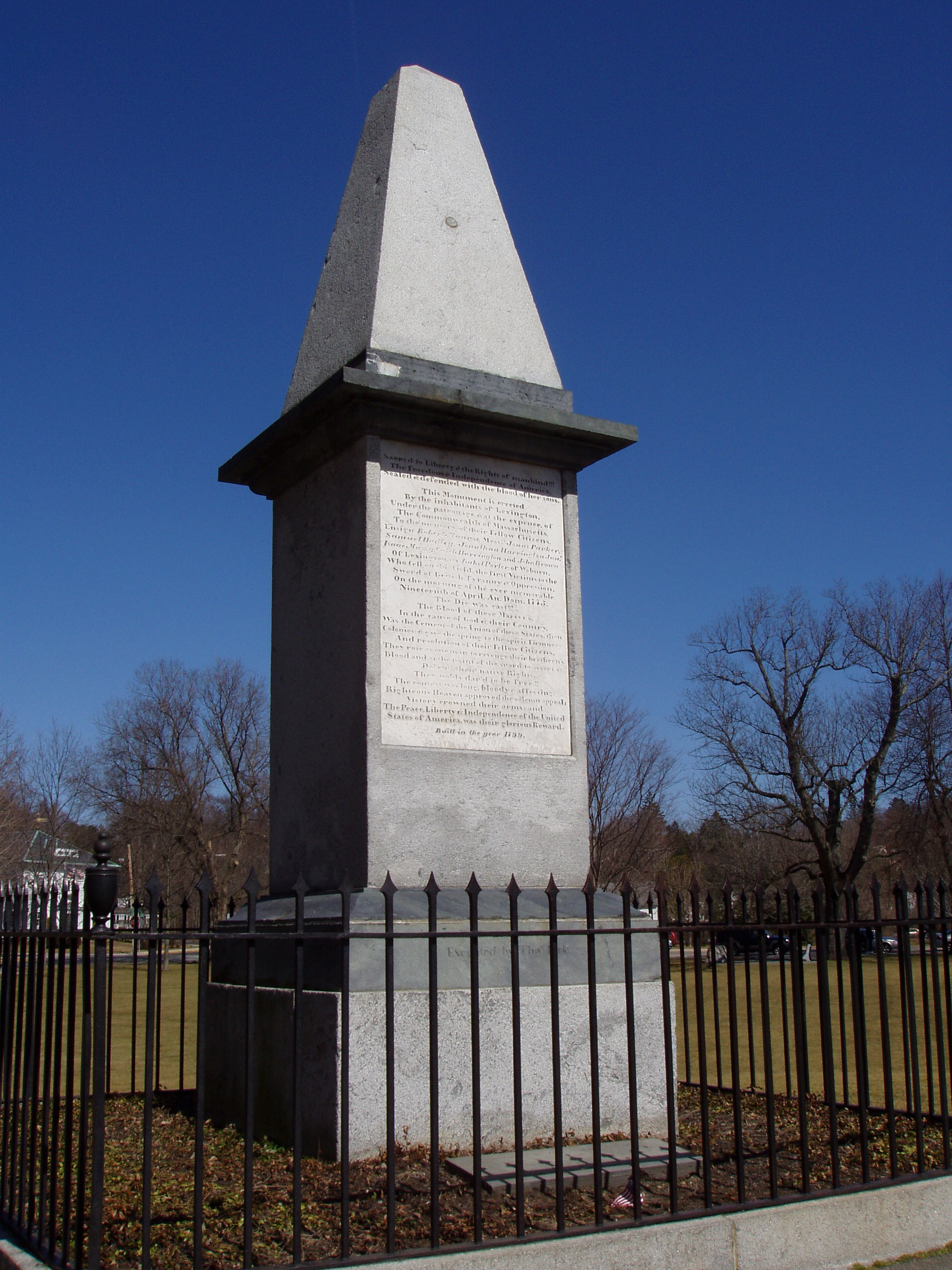
Памятный обелиск на месте сражения

Лексингтон Грин (англ. Lexington Green) — место вооружённого столкновения между американскими и британскими войсками в 1775 году во время войны за независимость. Расположено рядом с городом Лексингтон, штат Массачусетс в США.
Здесь установлены памятный обелиск с барельефным изображением фрагмента битвы, а также статуя капитана Джона Паркера.
В 1966 году мемориал вошёл в список важнейших достопримечательностей США.

## Галерея

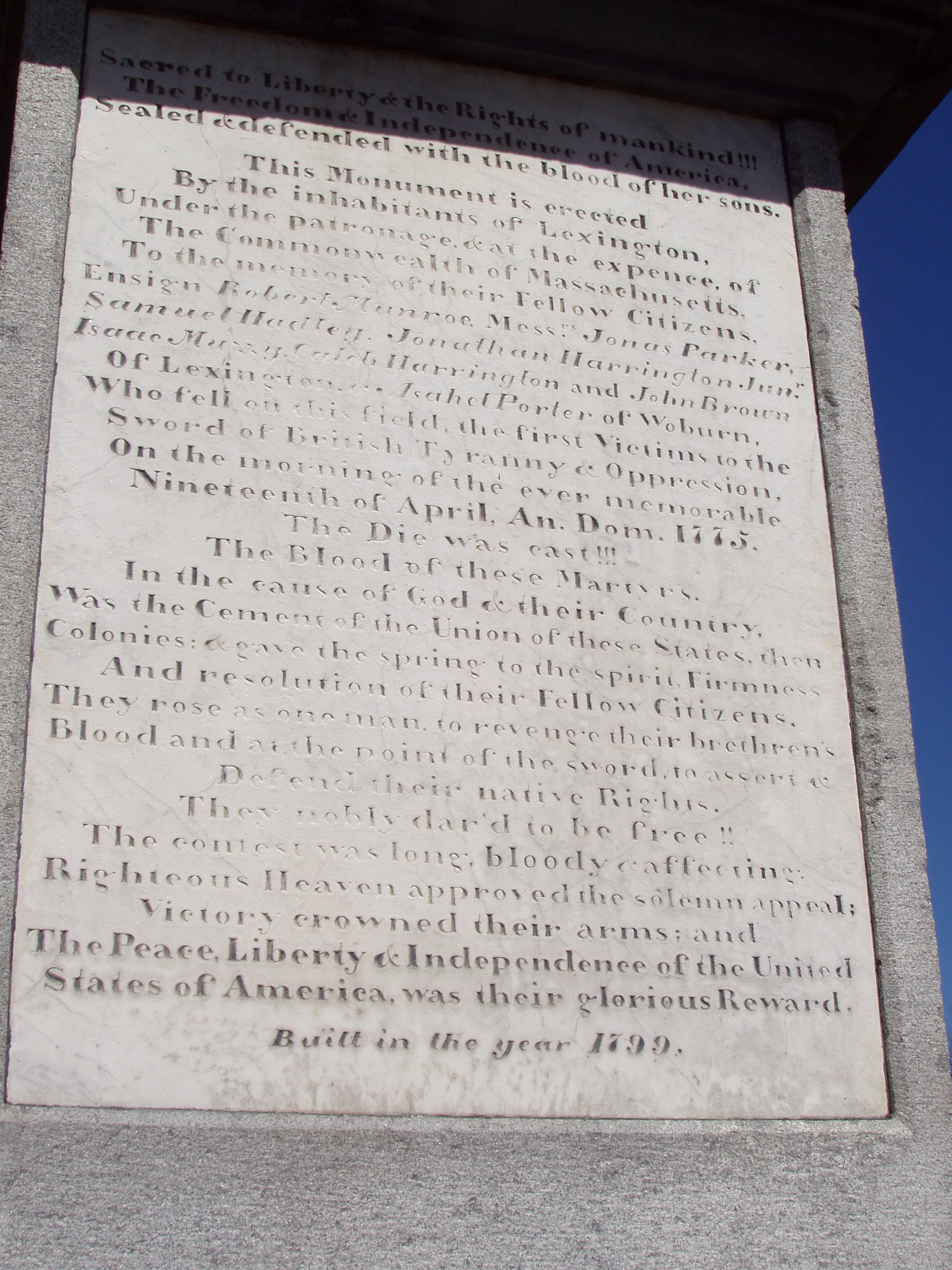
Надпись на памятном монументе.
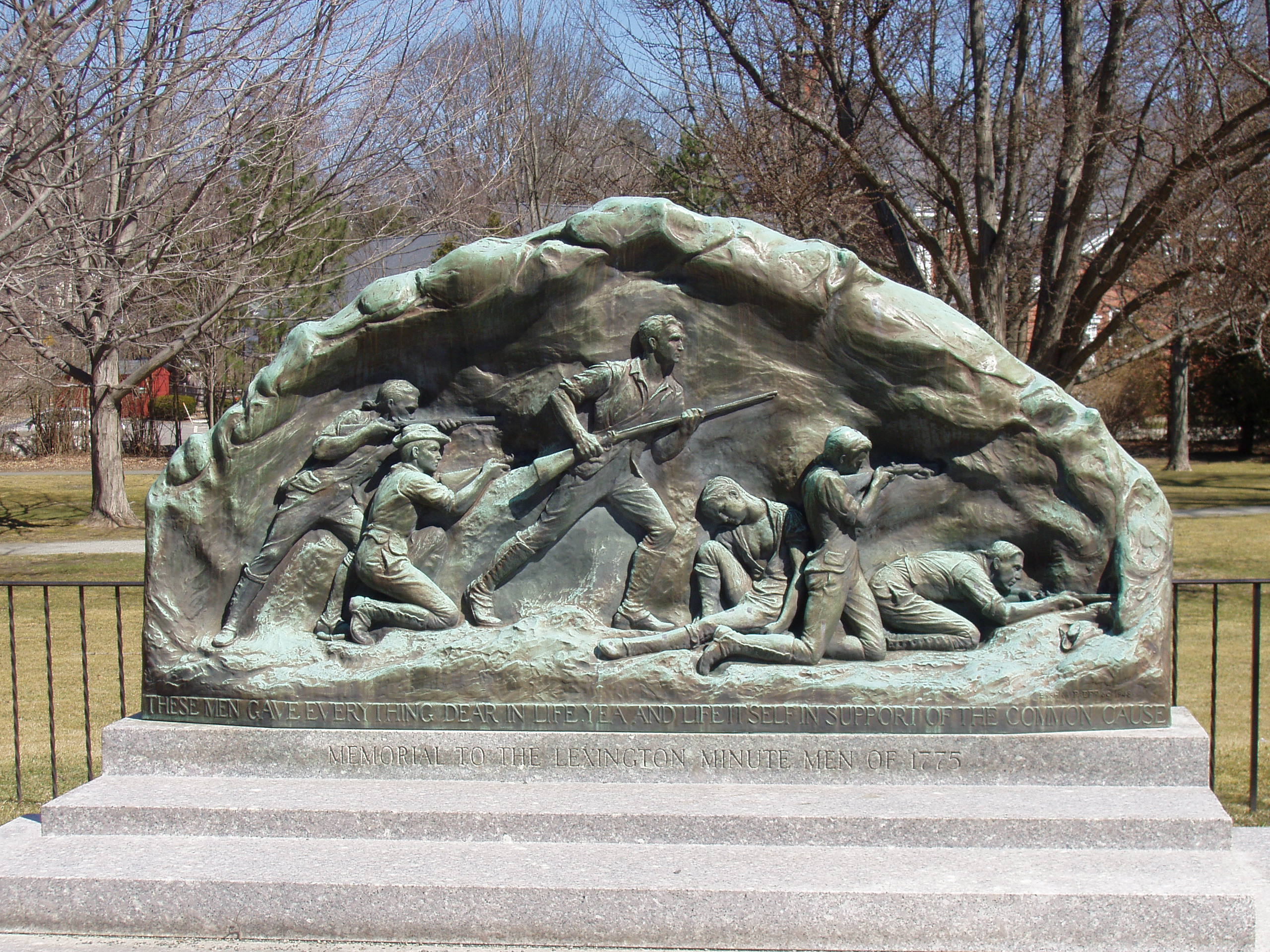
Барельеф.
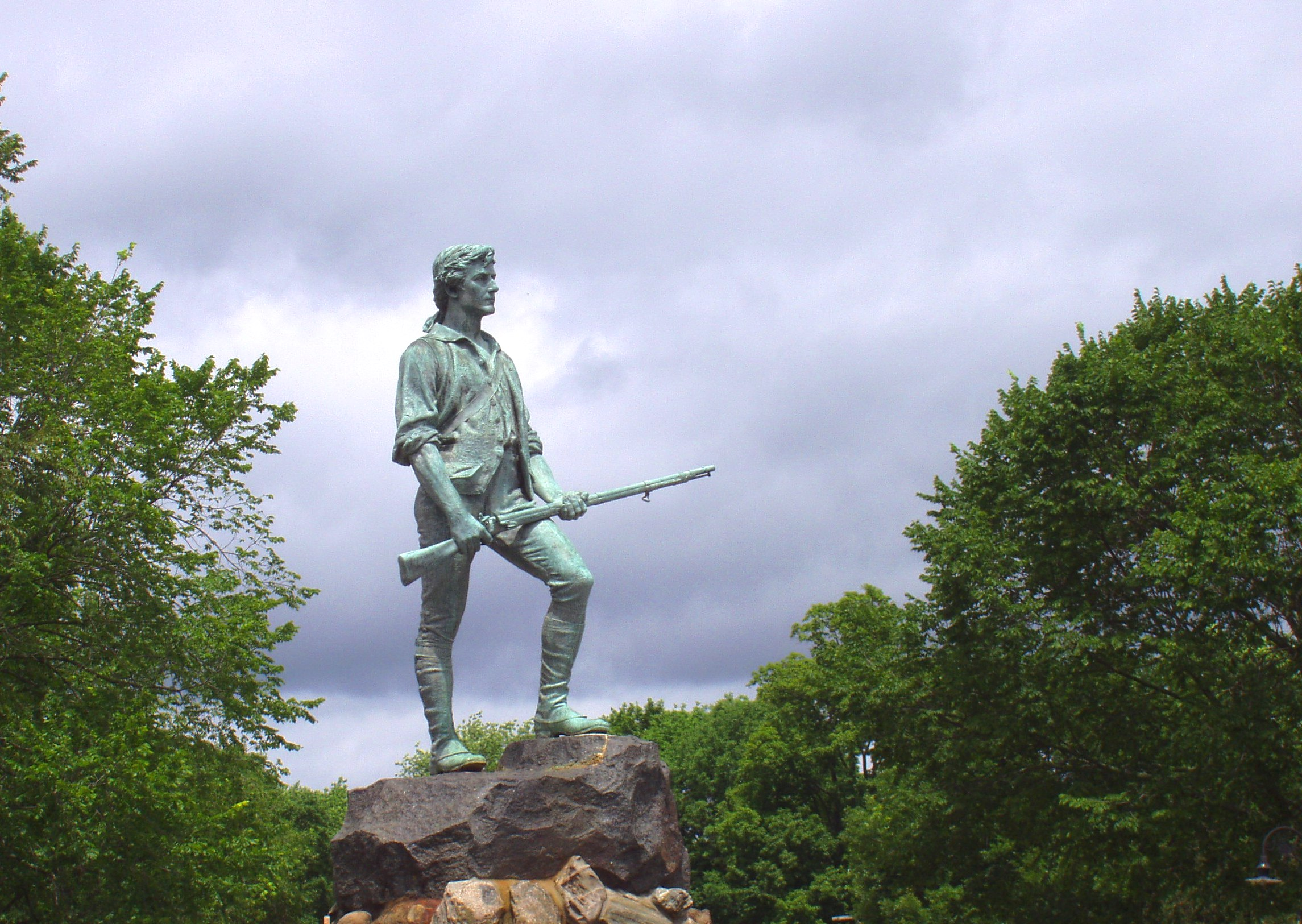
Статуя капитана Джона Паркера.